# Tysklands rikspresident
Tysklands rikspresident (tyska: Reichspräsident) var titeln på landets statschef under Weimarrepubliken 1919–1933 samt under några veckor i maj 1945. 
Rikspresidentämbetet inrättades efter kejsardömets fall vid första världskrigets slut och skulle endast komma att innehas av enbart fyra personer. 

## Historik
Den förste rikspresidenten valdes av den provisoriska nationalförsamlingen i Weimar 1919, innan Weimarförfattningen hade färdigställts. I Weimarförfattningen, som man införde senare samma år, bestämdes att alla senare val skulle vara direkta folkval; rikspresidenten skulle enligt författningen vara folkvald i allmänna direktval som hölls fristående från riksdagsvalen. Den enda tillfällen då det gick till på det viset var 1925 och 1932. Mandantperioden var på 7 år.
Den tyske rikspresidenten hade inte lika stora politiska befogenheter som exempelvis USA:s president eller den franske presidenten under den femte republiken, men han hade trots det betydande politisk makt. Rikspresidentens uppgifter innefattade bland annat att tillsätta och entlediga rikskanslern, samtliga ministrar, sköta utrikespolitiken, befälet över militären med mera. Rikspresidenten hade betydligt större politisk handlingsfrihet än Tysklands förbundspresident (statschefsämbetet i Västtyskland och därefter det återförenande Tyskland).
Den förste rikspresidenten var socialdemokraten Friedrich Ebert (1919–1925), som tidigare varit Tysklands rikskansler under Novemberrevolutionen.
Den andra rikspresidenten var den djupt konservative och generalfältmarskalken Paul von Hindenburg, som hade varit ledande i Oberste Heeresleitung under första världskriget. 
Efter Paul von Hindenburgs död 1934 omstöpte dock Adolf Hitler presidentämbetet och ersatte titeln med Führer, genom lag utfärdad 1 augusti.
Enligt Adolf Hitlers testamente, daterat den 29 april 1945, återinfördes titeln som rikspresident, och storamiral Karl Dönitz utsågs till rikspresident dagen efter Hitlers död. Dönitz tillträdde posten den 1 maj och innehade ämbetet fram till den 23 maj då han avsattes av de allierade. 
När Förbundsrepubliken Tyskland (Västtyskland) upprättades 1949 fick statschefen titeln förbundspresident (Bundespräsident), en titel som har fortsatt användas efter att Tyska demokratiska republiken (Östtyskland) uppgått i förbundsrepubliken.

## Rikspresidenter

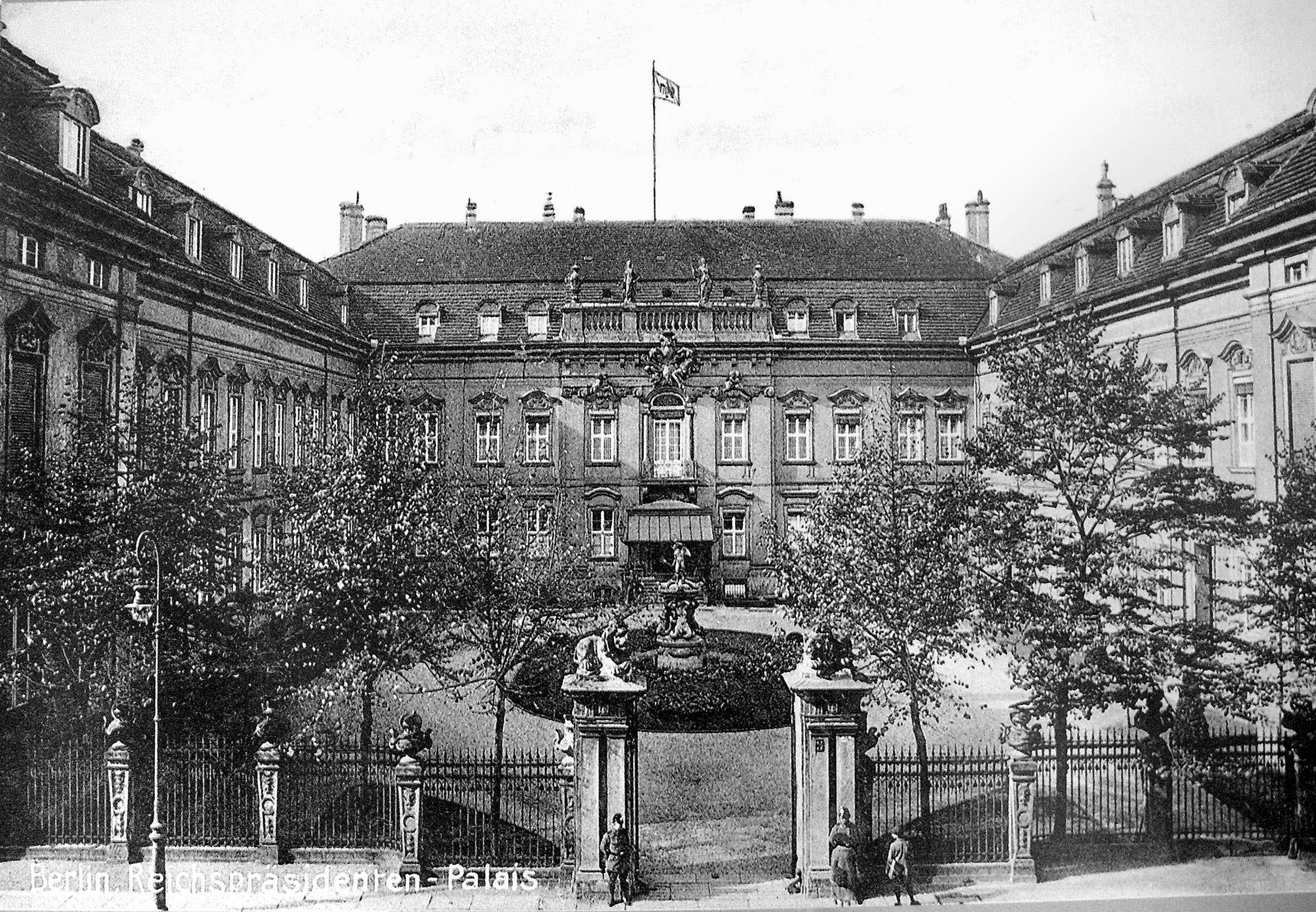
Rikspresidentpalatset på Wilhelmstrasse i Berlin.

| Nr | Bild | Namn (född–död)                                   | Tillträde        | Avgång                                          | Parti    | Not |
| -- | ---- | ------------------------------------------------- | ---------------- | ----------------------------------------------- | -------- | --- |
| 1  |      | Friedrich Ebert (1871–1925)                       | 11 februari 1919 | 28 februari 1925 (avled i ämbetet)              | SPD      |     |
| 2  |      | Paul von Hindenburg (1847–1934)                   | 12 maj 1925      | 2 augusti 1934 (avled i ämbetet)                | partilös |     |
| 3  |      | Adolf Hitler (1889–1945) (Führer och Rikskansler) | 2 augusti 1934   | 30 april 1945 (avled i ämbetet, självmord)      | NSDAP    |     |
| 4  |      | Karl Dönitz (1891–1980)                           | 30 april 1945    | 23 maj 1945 (arresterades, ämbetet avskaffades) | NSDAP    |     |

## Standar

1919–1921
1921–1926
1926–1933
1933–1934
1934–1945
30 april 1945–23 maj 1945